# Xã Houghton, Michigan
Xã Houghton (tiếng Anh: Houghton Township) là một xã thuộc quận Keweenaw, tiểu bang Michigan, Hoa Kỳ. Năm 2010, dân số của xã này là 82 người.